# Rößlings
Rößlings (auch Röslings) ist ein Weiler und Ortsteil der kreisfreien Stadt Kempten (Allgäu).
Eine frühe schriftliche Erwähnung des Ortes liegt für das Jahr 1451 vor, der Ort ist aber älter als diese Erwähnung. 1453 wurde der Ort als Lehen des reichsstädtischen Bürgers Oschwalt Rist erwähnt.
Im Jahr 1819, also ein Jahr nach der Bildung der Ruralgemeinde Sankt Mang, bestand Rößlings aus fünf Häusern mit 22 Bewohnern. Bis 1900 kam ein Anwesen dazu, insgesamt wohnten in diesem Jahr 25 Menschen in dem Ort.
Im Jahr 1954 lebten in dem Weiler 31 Einwohner. 1972 wurde Rößlings als Ortsteil der Ruralgemeinde Sankt Mang nach Kempten umgegliedert. Bis 1987 erhöhte sich die Einwohnerzahl auf 39.